# La Garruña
La Garruña är en ort i Mexiko.   Den ligger i kommunen Ixtlahuacán del Río och delstaten Jalisco, i den centrala delen av landet, 400 km väster om huvudstaden Mexico City. La Garruña ligger 1 912 meter över havet och antalet invånare är 232.
Terrängen runt La Garruña är varierad. La Garruña ligger uppe på en höjd. Runt La Garruña är det ganska glesbefolkat, med 23 invånare per kvadratkilometer. Närmaste större samhälle är Ixtlahuacán del Río, 14,6 km sydväst om La Garruña. Trakten runt La Garruña består till största delen av jordbruksmark.